# Abel Will

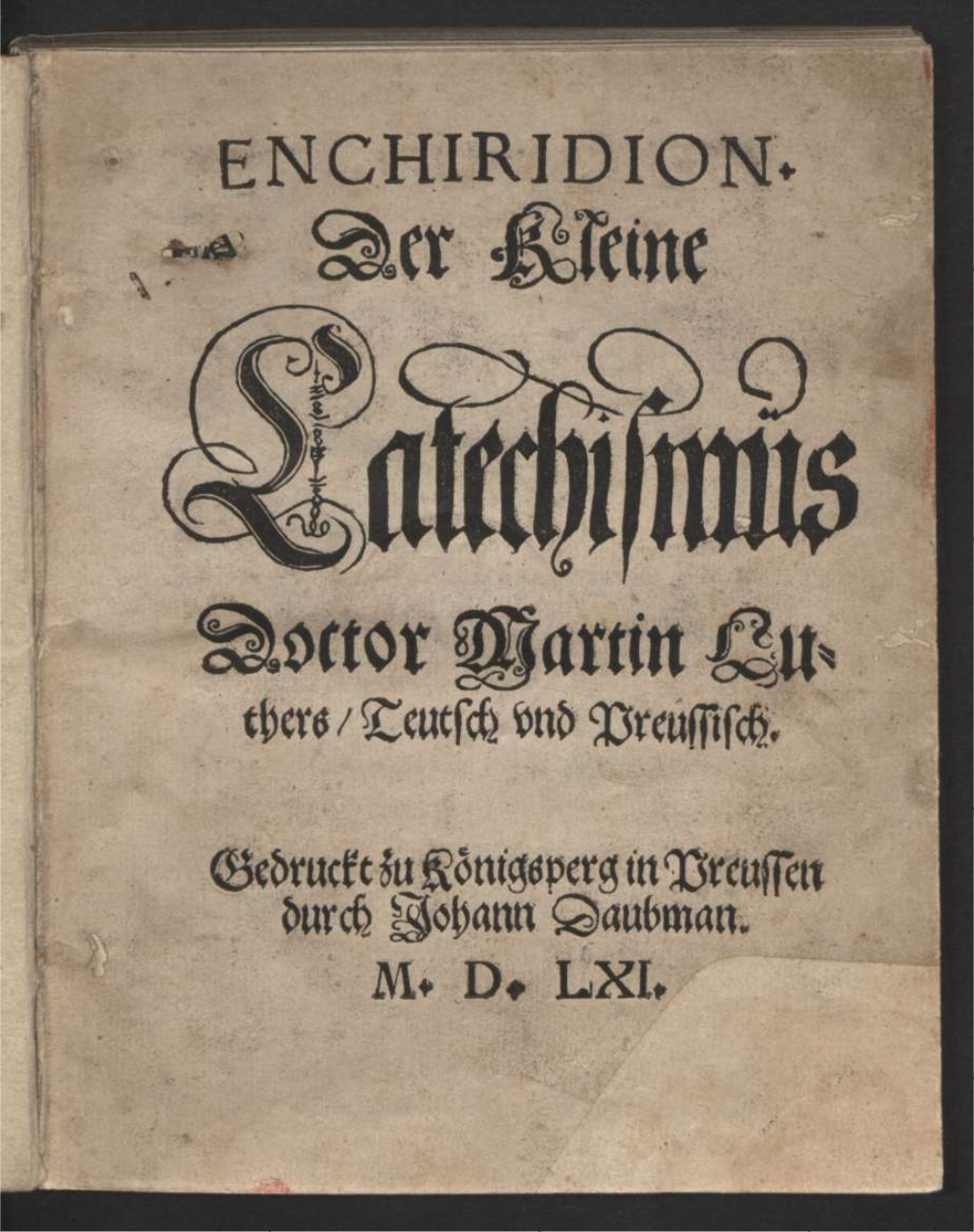
Titelseite der Übersetzung des Kleinen Katechismus Deutsch und Preußisch von Abel Will, Verlag Johann Daubmann, Königsberg in Preußen 1561.

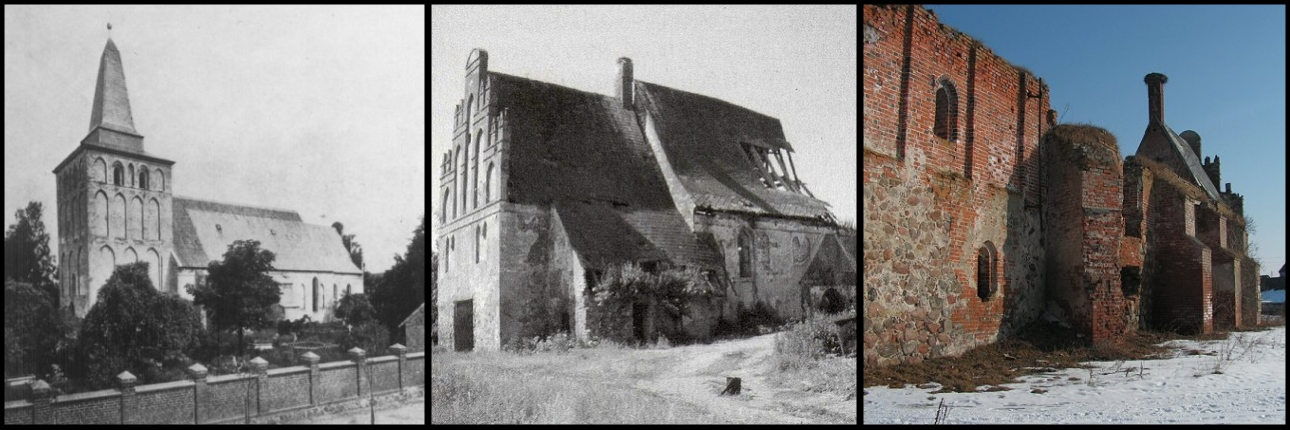
Kirche von Pobethen (heute Romanowo) um 1900, 1992 und 2012, an der Abel Will als Pfarrer wirkte.

Abel Will (seltener auch Abel Wild, litauisch Abelis Vili(u)s, * in Pobethen (Samland); † nach 1575 in Königsberg, Herzogtum Preußen) war ein preußischer Reformator und evangelisch-lutherischer Pfarrer in Pobethen. Er übersetzte 1561 Martin Luthers Kleinen Katechismus in die heute ausgestorbene altpreußische Sprache (prußische Sprache), samländischer Dialekt. Seine Übersetzung war die dritte Übersetzung des Kleinen Katechismus ins Prußische, nach zwei älteren 1545 von Hans Weinreich gedruckten von unbekannten Übersetzern. Wills prußische Übersetzung des Katechismus ist für die Baltistik zur Erforschung des Altpreußischen aufgrund ihres größeren Umfangs und der Markierung von Intonations- und Akzentverhältnissen für die Aussprache von großem Wert, die wichtigste Quelle zur Erforschung des Prußischen, das um 1700 ausstarb.

## Leben
Abel Will entstammte einer alteingesessenen Familie in Pobethen. Sein Onkel, der Müller Matthias Will oder „Mads Bübisch“, hatte 1527 die Mühle in Pobethen übernommen, die bereits seine Vorfahren betrieben hatten. Wills Vater Michael Will war 1520, also schon vor der Reformation, Priester der Kirche Pobethen. Er konvertierte zum Luthertum und wurde 1529 als lutherischer Prediger in Pobethen bestätigt. 1540 wurde er Hofprediger in Memel.
Weder Abel Wills Geburtsjahr noch das Jahr seines Amtsantrittes in Pobethen sind bekannt. 1544–45 war er an der in diesem Jahr neu gegründeten Albertus-Universität Königsberg unter dem Namen Abel Wild Regiomontanus für Theologie eingeschrieben.
Ob Abel Will prußischer oder deutscher Herkunft und Muttersprache war, ist nicht direkt bekannt und wird anhand der Indizien verschieden beantwortet. Daraus, dass Pobethen im 16. Jahrhundert noch eine Hochburg der gesprochenen prußischen Sprache war, er aus einer alteingesessenen Familie stammte und den Auftrag zur Übersetzung erhielt, schlussfolgerten einige Historiker, dass er prußisch war. Andere zogen aus seinem Namen und aus der Tatsache, dass er einen muttersprachlichen Mitautor brauchte und dass von ihm deutschsprachige Briefe erhalten sind, den Schluss, dass er deutsch war und Prußisch nicht vollständig beherrschte. Allerdings gab sein Onkel Matthias Will laut eines Visitationsvermerkes an, dass sein Neffe ohne Tolken, ohne bäuerliche Übersetzer in die baltischen Sprachen, predigen könne.

### Katechismusübersetzung
Im Jahr 1554 wurde er vom zum Protestantismus übergetretenen Herzog Albrecht in Preußen auf Empfehlung des Hofpredigers Johann Funck mit einer vollständigeren Übersetzung von Luthers Kleinem Katechismus beauftragt, die er in Zusammenarbeit mit dem Tolken des Altpreußischen, Paul Megot(t) 1561 beendete. Gleichzeitig zur Übersetzungsarbeit blieb Will Pfarrer in Pobethen. Die Übersetzung war in dem Dialekt gehalten, der auf den mittelalterlichen prußischen Stammesverband der Semba, deutsch auch „Samländer“ genannt, zurückgeht. Nach einem erhaltenen Bittgesuch Abel Wills an Johann Funck von 1559 war Paul Megott ein schon betagter freier Bauer aus dem zum Kirchspiel gehörenden Dorf Biegiethen, der ihm die Übersetzung wesentlich erleichterte, aber von dem lokalen Amtmann Georg von Eichicht zunehmend in Frondienste eingebunden wurde („Scharwerk auferlegt, das seine Vorfahren und auch er, zuvor niemals haben thun dürfen“, siehe Bauernlegen), so dass die Übersetzung nachhaltig behindert wurde. Will setzte sich für die Befreiung von Megott und seiner Frau ein und erbat für ihn eine Besoldung als kirchlicher Übersetzer, wie er sie auch selbst erhielt. Megott beherrschte nach Will nicht nur Prußisch, samländischer Dialekt, sondern auch die beiden anderen bedeutenderen baltischen Sprachen Preußens fließend: Litauisch im schemaitischen Dialekt Preußisch Litauens und Nehrungskurisch („Kurisch“) im Küstengebiet, das dem Lettischen nahesteht und dessen letzte Sprecher Anfang des 21. Jahrhunderts leben.
Im Jahr 1561 wurde die Katechismusübersetzung unter dem Titel Enchiridion. Der kleine Catechismus Doctor Martin Luthers. Teutsch vnd Preussisch in der Druckerei von Hans Daubmann in Königsberg gedruckt. Zusätzlich zu zwei älteren, kürzeren prußischen Katechismusübersetzungen von 1545 umfasst Wills Enchiridion nicht nur die fünf Hauptstücke, sondern auch Luthers Erklärungen mit Frage-Antwort-Schablone und eine Agende für Tauf- und Trauliturgie aus der Preußischen Kirchenordnung von 1558. Anders als diese beiden älteren Übersetzungen und weitere prußische Texte enthält Wills Katechismus durchgehend Hilfszeichen für die Aussprache und Akzente für die Betonung, was Abels Übersetzung zur wertvollsten, längsten und wichtigsten linguistischen Quelle zur Erforschung der um 1700 ausgestorbenen prußischen Sprache macht. Die deutschsprachigen Vorworte der Katechismusübersetzung schrieben Herzog Albrecht persönlich und danach Abel Will.

### Osiandrischer Streit
Im Osiandrischen Streit um die theologische Rechtfertigungslehre des ostpreußischen Reformators Andreas Osiander († 1552), die der führende lutherische Reformator Philipp Melanchthon vehement bekämpfte, wechselte Abel Will durch den Einfluss eines Bürgers von Königsberg von einer ursprünglich sehr anti-osiandrischen Haltung zum überzeugten Anhänger der Theologie Osianders. Im Jahr 1552 bekannte Will vor seiner Gemeinde in Pobethen, bisher theologisch falsch gedacht zu haben. Daraufhin wurde er während einer Taufe von zwei hohen herzoglichen Würdenträgern, dem Rüstmeister und dem Rittmeister, aufgesucht und ein offener Streit brach aus. Die beiden waren inoffiziell von dem gegen Osianders Lehre eingestellten evangelischen Kircheninspektor Joachim Mörlin geschickt worden, wie Briefwechsel zwischen ihnen überliefern. Ein ausführlicher Brief Wills an Hofprediger Funck überliefert die Ereignisse aus seiner Sicht ebenfalls. Im Jahr 1554 wurde Abel Will kurzzeitig als Anhänger der theologischen Lehre Osianders inhaftiert. Das hinderte Herzog Albrecht und Johann Funck nicht an ihrem Auftrag zur prußischen Katechismusübersetzung, eher im Gegenteil, denn Albrecht und Funck waren bekanntermaßen ebenfalls Anhänger der offiziell verpönten Theologie des verstorbenen Osiander. Viele Historiker sehen darin den Hauptgrund für den Übersetzungsauftrag an ihn. Im Jahr 1568 geriet Will nach dem Tod Herzog Albrechts und zwei Jahre nach der Hinrichtung von Johann Funck erneut in Schwierigkeiten, als Joachim Mörlin, inzwischen Bischof von Samland, bei einer Gemeindevisitation feststellte, dass Wills Amtsführung mangelhaft und er zudem unverändert Anhänger von Osiander sei. Will leistete Abbitte und Wiedergutmachung, woraufhin ihn Mörlin im Pfarramt beließ.
In den folgenden Jahren erblindete Abel Will und bat Herzog Albrecht Friedrich, den Sohn des verstorbenen Albrecht, 1575 um Entbindung von seiner Pfarrstelle und Umzugserlaubnis ins Löbenichtsche Hospital von Königsberg. Wie lange er dort noch lebte, ist nicht bekannt.

## Werk
- Martin Luther: Enchiridion. Der kleine Catechismus Doctor Martin Luthers. Teutsch vnd Preussisch. Hrsg.: Abel Will. Johann Daubman, Königsberg 1561 (staatsbibliothek-berlin.de [abgerufen am 24. Januar 2025]).